# Alexander Pusch
Alexander Pusch (Tauberbischofsheim, 15 maggio 1955) è un ex schermidore tedesco, vincitore di due medaglie d'oro e due d'argento nella scherma ai giochi olimpici e di 4 Coppe del Mondo di scherma.